# Yasir Al-Shahrani
Yasir Gharsan Al-Shahrani (Dammam, 25 de mayo de 1992) es un futbolista saudí. Juega como defensa y su equipo es el Al-Qadisiyah F. C. de la Liga Profesional Saudí.

## Selección nacional

### Participaciones en Copas del Mundo
| Mundial                     | Sede     | Resultado        | Partidos | Goles |
| --------------------------- | -------- | ---------------- | -------- | ----- |
| Copa Mundial Sub-20 de 2011 | Colombia | Octavos de final | 4        | 1     |
| Copa Mundial de 2018        | Rusia    | Primera fase     | 3        | 0     |
| Copa Mundial de 2022        | Catar    | Primera fase     | 1        | 0     |

## Clubes
| Club                 | País           | Año       | Partidos | Goles |
| -------------------- | -------------- | --------- | -------- | ----- |
| Al-Qadisiyah F. C.   | Arabia Saudita | 2010-2012 | 31       | 0     |
| Al-Hilal Saudi F. C. | Arabia Saudita | 2012-2025 | 436      | 16    |
| Al-Qadisiyah F. C.   | Arabia Saudita | 2025-     |          |       |

## Palmarés

### Títulos nacionales
| Título                               | Club                 | País           | Año  |
| ------------------------------------ | -------------------- | -------------- | ---- |
| Copa del Príncipe de la Corona Saudí | Al-Hilal Saudi F. C. | Arabia Saudita | 2013 |
| Copa del Rey de Campeones            | Al-Hilal Saudi F. C. | Arabia Saudita | 2015 |
| Supercopa de Arabia Saudita          | Al-Hilal Saudi F. C. | Arabia Saudita | 2015 |
| Copa del Príncipe de la Corona Saudí | Al-Hilal Saudi F. C. | Arabia Saudita | 2016 |
| Liga Profesional Saudí               | Al-Hilal Saudi F. C. | Arabia Saudita | 2017 |
| Copa del Rey de Campeones            | Al-Hilal Saudi F. C. | Arabia Saudita | 2017 |
| Liga Profesional Saudí               | Al-Hilal Saudi F. C. | Arabia Saudita | 2018 |
| Supercopa de Arabia Saudita          | Al-Hilal Saudi F. C. | Arabia Saudita | 2018 |
| Liga Profesional Saudí               | Al-Hilal Saudi F. C. | Arabia Saudita | 2020 |
| Copa del Rey de Campeones            | Al-Hilal Saudi F. C. | Arabia Saudita | 2020 |
| Liga Profesional Saudí               | Al-Hilal Saudi F. C. | Arabia Saudita | 2021 |
| Supercopa de Arabia Saudita          | Al-Hilal Saudi F. C. | Arabia Saudita | 2021 |
| Liga Profesional Saudí               | Al-Hilal Saudi F. C. | Arabia Saudita | 2022 |
| Copa del Rey de Campeones            | Al-Hilal Saudi F. C. | Arabia Saudita | 2023 |
| Supercopa de Arabia Saudita          | Al-Hilal Saudi F. C. | Arabia Saudita | 2023 |
| Liga Profesional Saudí               | Al-Hilal Saudi F. C. | Arabia Saudita | 2024 |
| Copa del Rey de Campeones            | Al-Hilal Saudi F. C. | Arabia Saudita | 2024 |
| Supercopa de Arabia Saudita          | Al-Hilal Saudi F. C. | Arabia Saudita | 2024 |

### Títulos internacionales
| Título                      | Club                 | Sede    | Año  |
| --------------------------- | -------------------- | ------- | ---- |
| Liga de Campeones de la AFC | Al-Hilal Saudi F. C. | Saitama | 2019 |
| Liga de Campeones de la AFC | Al-Hilal Saudi F. C. | Riad    | 2021 |